# Kietrz

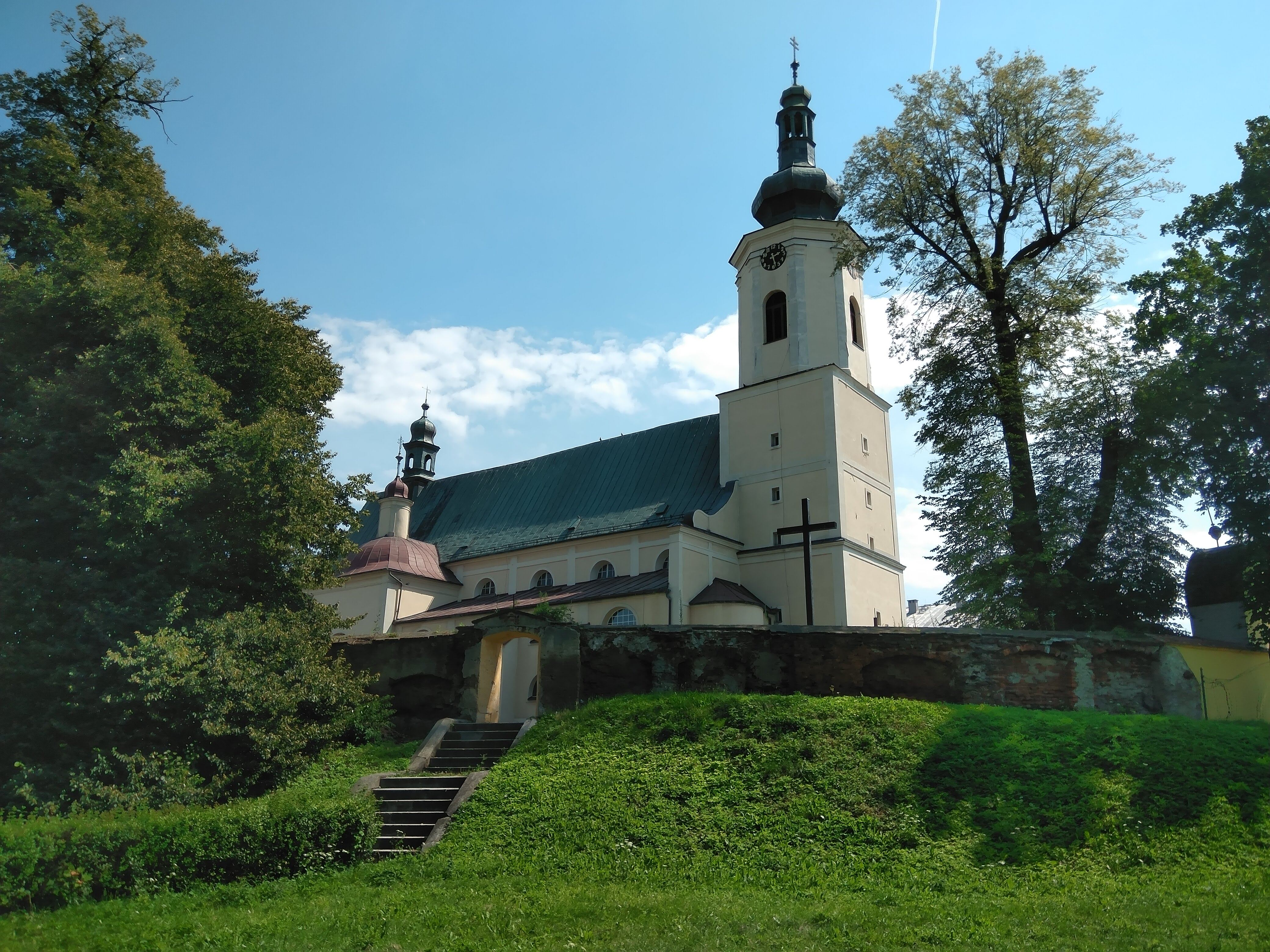
Kirche St. Thomas

Kietrz (deutsch Katscher, tschechisch Ketř) ist eine Stadt mit etwa 10.900 Einwohnern in der Stadt- und Landgemeinde Kietrz im Powiat Głubczycki der Woiwodschaft Opole in Polen. Sie liegt an der Troja. Durch den Ort verlaufen die Droga wojewódzka 416 und die Droga wojewódzka 420. Bis 1992 lag Kietrz an der Bahnstrecke Groß Peterwitz–Katscher.

## Geographie
Kietrz liegt 20 Kilometer südöstlich von Głubczyce (Leobschütz) und 80 Kilometer südlich von Opole (Oppeln). Einen Kilometer südöstlich der Stadt verläuft die Grenze zu Tschechien mit dem Grenzübergang Kietrz-Třebom. Einen Kilometer östlich der Stadt liegt die Grenze zur Woiwodschaft Schlesien in der Schlesischen Tiefebene.
Nachbarorte sind Pietrowice Wielkie (Groß Peterwitz) im Osten, Gródczanki (Ratsch) im Südosten, Lubotiń (Liptin) im Südwesten, Nowa Cerekwia (Deutsch Neukirch) im Westen sowie Księże Pole (Knispel) und Czerwonków (Tschirmkau) im Nordwesten.

## Geschichte

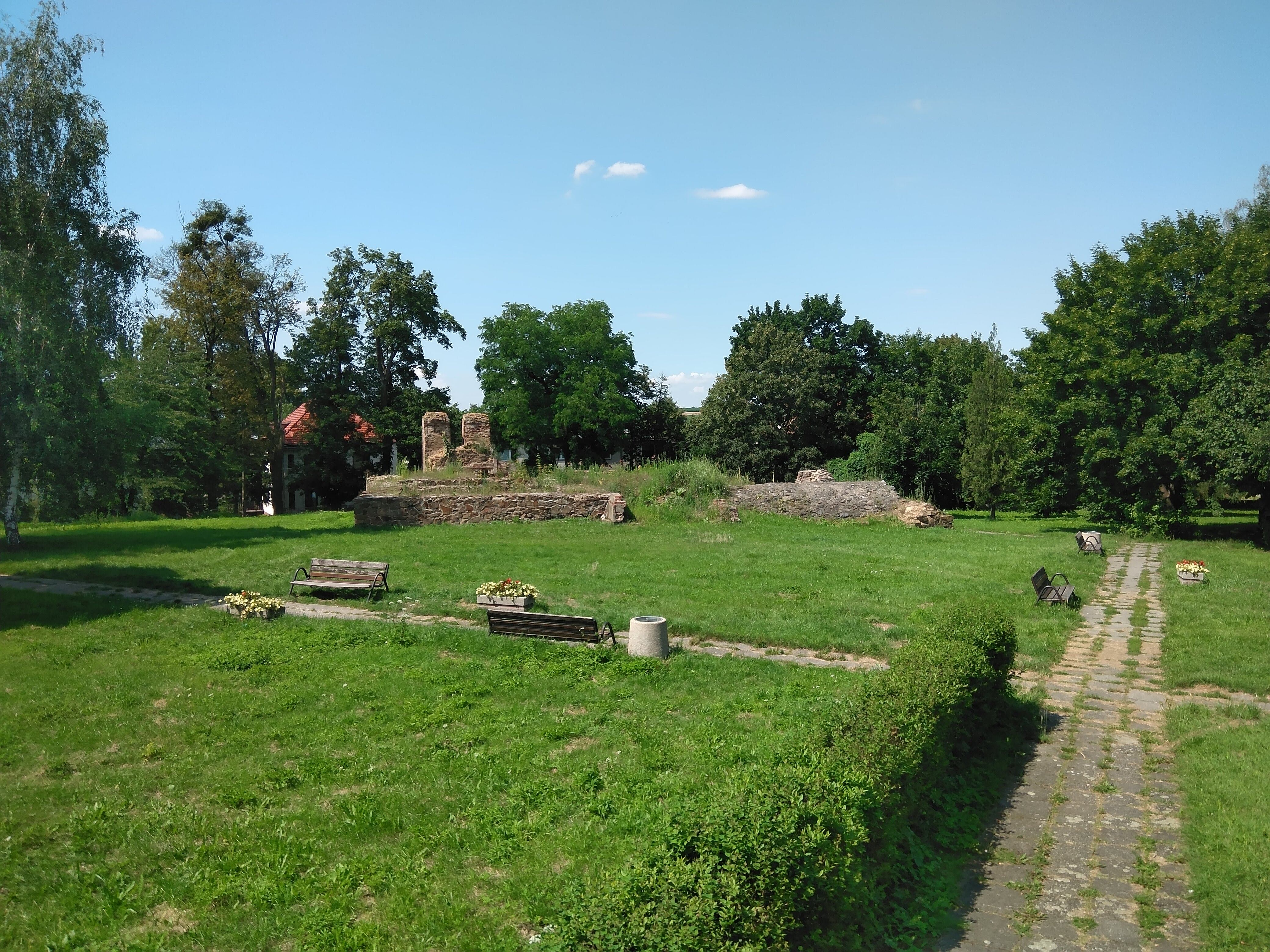
Reste des Schlosses Katscher

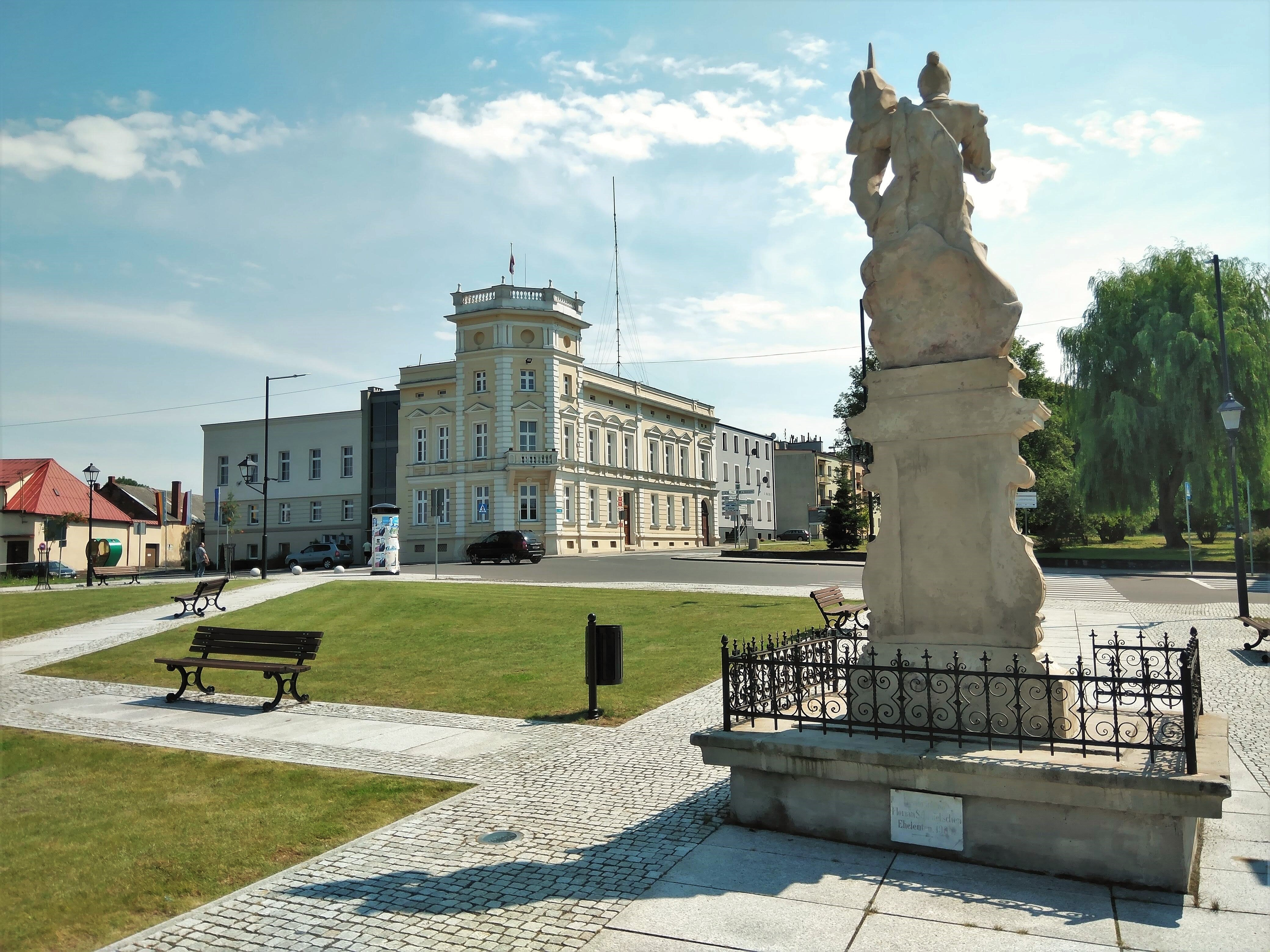
Ring mit Rathaus und St.-Florian-Statue

Nahe der heutigen Stadt, an einer Furt, lassen sich entlang alter Handelsstraßen schon sehr frühe Siedlungsspuren nachweisen. Das Land war Durchzugsgebiet für Reisende aus den römischen Donauprovinzen und dem nördlichen Europa. Zur Zeitenwende waren noch Teile des Stammes der Vandalen die Bewohner. Nach deren Wegzug im Rahmen der Völkerwanderung wanderten im 6. Jahrhundert Slawen und später, etwa ab 1250, auch deutsche Kolonisten ein, als das Gebiet zur Markgrafschaft Mähren gehörte. Erste urkundliche Erwähnungen der Ansiedlung an dieser Stelle stammen aus dem 11. Jahrhundert.
Der böhmische König König Ottokar II. schenkte seinem Getreuen Bruno von Schauenburg, Bischof von Olmütz, aus Dankbarkeit für Teilnahme und Unterstützung beim Kreuzzug im Jahr 1255 gegen die aufständischen heidnischen Prußen neben dem Hotzenplotzer Land auch das Gebiet um Katscher. Dieser wiederum verwaltete den Besitz nicht selbst, sondern belehnte damit einige Vertraute und schuf auf diese Weise eine eigene Hausmacht zur Festigung seiner Position.
Katscher liegt im mährischen Grenzgebiet und wurde vor 1266 von Bruno von Schauenburg am Troja-Übergang, über den die Verbindung von Troppau nach Cosel führte, deutschrechtlich gegründet. Es entstanden ein großer Mühlenbetrieb mit mehreren Räderwerken und Fischteiche. Auch die Pfarrkirche ist für 1266 belegt. 1313 wird der Ort als Ketzer erwähnt. 1321 wurde Katscher durch den Olmützer Bischof Konrad zur Stadt erhoben. 1436 erfolgte einer Erwähnung als Ketscher. 1557 vergaben die Olmützer Bischöfe Katscher als ein Lehen an das Adelsgeschlecht Gaschin. Zum Vogteibezirk Katscher gehörten bis 1706 die Dörfer Langenau, Knispel, Ehrenberg und Krotfeld. Um 1713 wurde die Siedlung Wiedmuth eingemeindet. Im 18. Jahrhundert gehörte Katscher zur Steuerrätlichen Inspektion in Neustadt O.S.
Als Besitz der Olmützer Bischöfe gehörte Katscher politisch bis 1742 zu Mähren. In diesem Jahr fiel es nach dem Ersten Schlesischen Krieg, zusammen mit dem größten Teil Schlesiens, an Preußen. Die damals strittigen Verhandlungen zur Grenzziehung bei der Abtretung Schlesiens veranlassten die böhmische Königin Maria Theresia zum Zugeständnis, diesen Zipfel von Mähren ebenfalls als eine Gegenleistung an Preußen abzugeben. Das Hotzenplotzer Land verblieb jedoch weiterhin im Machtbereich der Habsburger.
Nach der Neuorganisation der Provinz Schlesien gehörte die Stadt Katscher ab 1816 zum Landkreis Leobschütz, mit dem es bis 1945 verbunden blieb. 1845 bestanden in der Stadt 200 massiv erbaute Häuser, sechs öffentliche Bauten, eine katholische Pfarrkirche, ein königliches Steuerunteramt, eine katholische Schule, eine Synagoge, ein Hospital, eine Brennerei, zwei Brauereien, eine Apotheke, 16 Schankwirtschaften, zwei Schnupftabakfabriken sowie 244 Ställe und Scheunen. Im gleichen Jahr lebten in Katscher 2422 Menschen, davon 35 evangelisch sowie 108 jüdisch. 1874 wurde der Ortspolizeibezirk Katscher gegründet. Bis 1877 gehörte die Stadt den Freiherren, ab 1653 Reichsgrafen von Gaschin, von denen es die Grafen Henckel von Donnersmarck erwarben. Von wirtschaftlicher Bedeutung war zunächst die Handweberei, dann ab dem 19. Jahrhundert Plüsch-, Teppich- und Deckenfabriken sowie Emaillier- und Gipswerke. 1896 erhielt Katscher mit der Kleinbahn Groß Peterwitz–Katscher Anschluss an die Eisenbahnlinie Leobschütz–Ratibor.
Größtes Unternehmen in der Stadt war seit 1907 die Davistan AG, ab 1942 unter dem Namen Wilhelm Schaeffler AG arisiert ein kriegswichtiger Rüstungsbetrieb. Am Anfang des 20. Jahrhunderts hatte Katscher eine evangelische Kirche, zwei katholische Kirchen, eine Synagoge, ein Amtsgericht und ein Schloss. Bei der Volksabstimmung in Oberschlesien am 20. März 1921 stimmten in Katscher 2964 Personen für einen Verbleib bei Deutschland und 6 für Polen. Katscher verblieb wie der gesamte Stimmkreis Leobschütz beim Deutschen Reich. Im gleichen Jahr erfolgte unter Bürgermeister Robert Greinert die Eingemeindung der Dörfer Fürstlich-Langenau, Lehn-Langenau und Neu-Katscher. Im Zweiten Weltkrieg befand sich ab Mitte 1942 in Katscher das Polenlager 29. Ende März 1945 erreichte die Rote Armee die Stadt. Den sowjetischen Truppen wurde ein starker Widerstand durch die deutsche Wehrmacht entgegengesetzt. Insgesamt drei große Angriffe unternahmen die sowjetischen Truppen. Am 30. März 1945 zog sich die deutsche Wehrmacht in Richtung Süden zurück, so dass noch am gleichen Tag die Stadt von der Roten Armee eingenommen werden konnte. Durch die Kampfhandlungen in der Stadt wurde die örtliche Bebauung größtenteils zerstört. Die zurückgebliebene deutsche Bevölkerung war den sowjetischen Truppen schutzlos ausgeliefert. Frauen, darunter auch die Nonnen des örtlichen Klosters, wurden vergewaltigt und ermordet. Zahlreiche Männer wurden geköpft und die Leichen blieben auf der Straße liegen.
Als Folge des Zweiten Weltkriegs  wurde der größte Teil Schlesiens  mit Katscher 1945 an Polen übereignet. Es wurde in Kietrz umbenannt. Die deutsche Bevölkerung wurde von den polnischen Verwaltungsbehörden weitgehend vertrieben. Die neu angesiedelten Bewohner waren teilweise Zwangsumgesiedelte aus Ostpolen, das die Sowjetunion in Besitz genommen hatte.
Nachfolgend wurden die teilzerstörten Häuser und Ruinen im Stadtzentrum abgetragen. Die gewonnenen Baumaterialien wurden zum Wiederaufbau der polnischen Hauptstadt Warschau verschickt. Das Stadtzentrum wurde bis heute nur vereinzelt wieder aufgebaut. 1950 wurde Kietrz der Woiwodschaft Opole zugeteilt. 1996, 1997 sowie 1999 wurde Kietrz durch Hochwasser überflutet. Seit 1999 gehört Kietrz zum wiedergegründeten Powiat Głubczycki. 2018–2019 wurde der Ring im Stadtzentrum umgebaut.

## Kirchliche Zugehörigkeit
Auch nach dem politischen Übergang an Preußen 1742 gehörte die bis dahin mährische Enklave Katscher kirchlich weiterhin zum Erzbistum Olmütz. Das 1742 gegründete Kommissariat Katscher umfasste den an Preußen gefallenen Teil des Bistums Olmütz und bestand aus den Dekanaten Katscher, Hultschin und Troplowitz. Nach dem Verlust des Hultschiner Ländchens bestand das Kommissariat Katscher ab 1923 aus den Dekanaten Katscher, Branitz und Leobschütz, später wurde es zum Generalvikariat Branitz erhoben. In der Zeit von 1938 bis 1945 waren ihm auch die sudetendeutschen Gebiete der Erzdiözese Olmütz eingegliedert. Ab 1945 wurde das Gebiet als ein Teil der Apostolischen Administratur von aus Oppeln verwaltet. Erst 1972 gliederte Papst Paul VI. mit den Apostolischen Konstitutionen Episcoporum Poloniae coetus und Vratislaviensis-Berolinensis et aliarium den bis dahin zum Erzbistum Olmütz gehörenden Sprengel des Generalvikariats Branitz/Branice in das neugegründete Bistum Oppeln (Kirchenprovinz Breslau) ein. Mit der Päpstlichen Bulle „Totus Tuus Poloniae Populus“ vom 25. März 1992 wurde das Bistum Oppeln in die Kirchenprovinz Katowice eingegliedert.
Seit dem 18. Jahrhundert ist in Katscher eine Jüdische Gemeinde belegt. Die anfangs wachsende Gemeinde wurde in der Zeit der Industrialisierung durch Abwanderung in größere Städte wieder kleiner, umfasste 1933 nur noch 42 Personen und fiel der Verfolgung durch die Nationalsozialisten zum Opfer. Von der einstigen Synagoge und der jüdischen Schule bestehen heute keine Spuren mehr.

## Gemeinde
Zur Stadt- und Landgemeinde Kietrz gehören die Stadt und eine Reihe von Dörfern.

### Partnerstädte
- Bílovec, Tschechien.

## Sehenswürdigkeiten

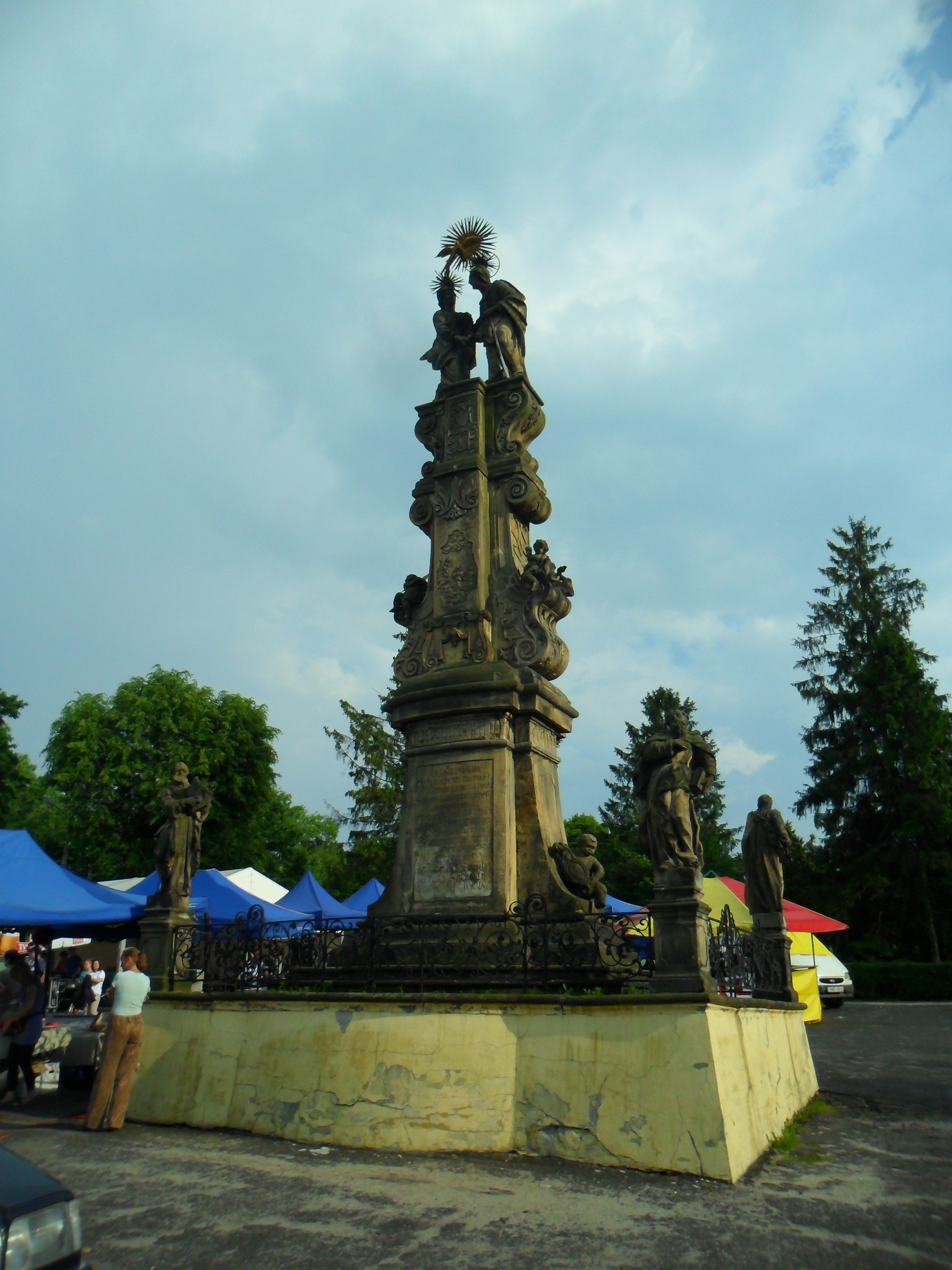
Heimsuchungs-Säule

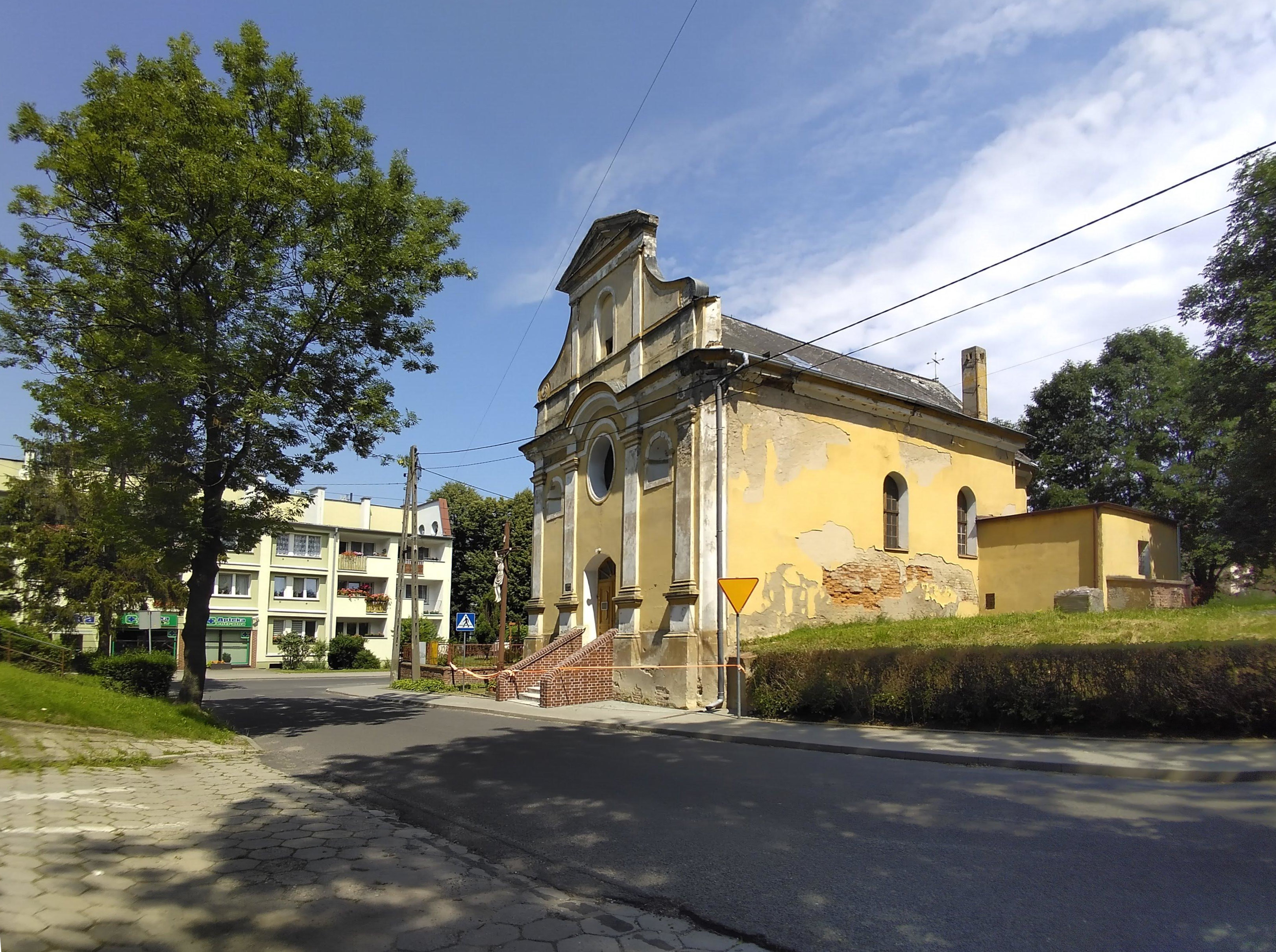
Heilig-Kreuz-Kapelle

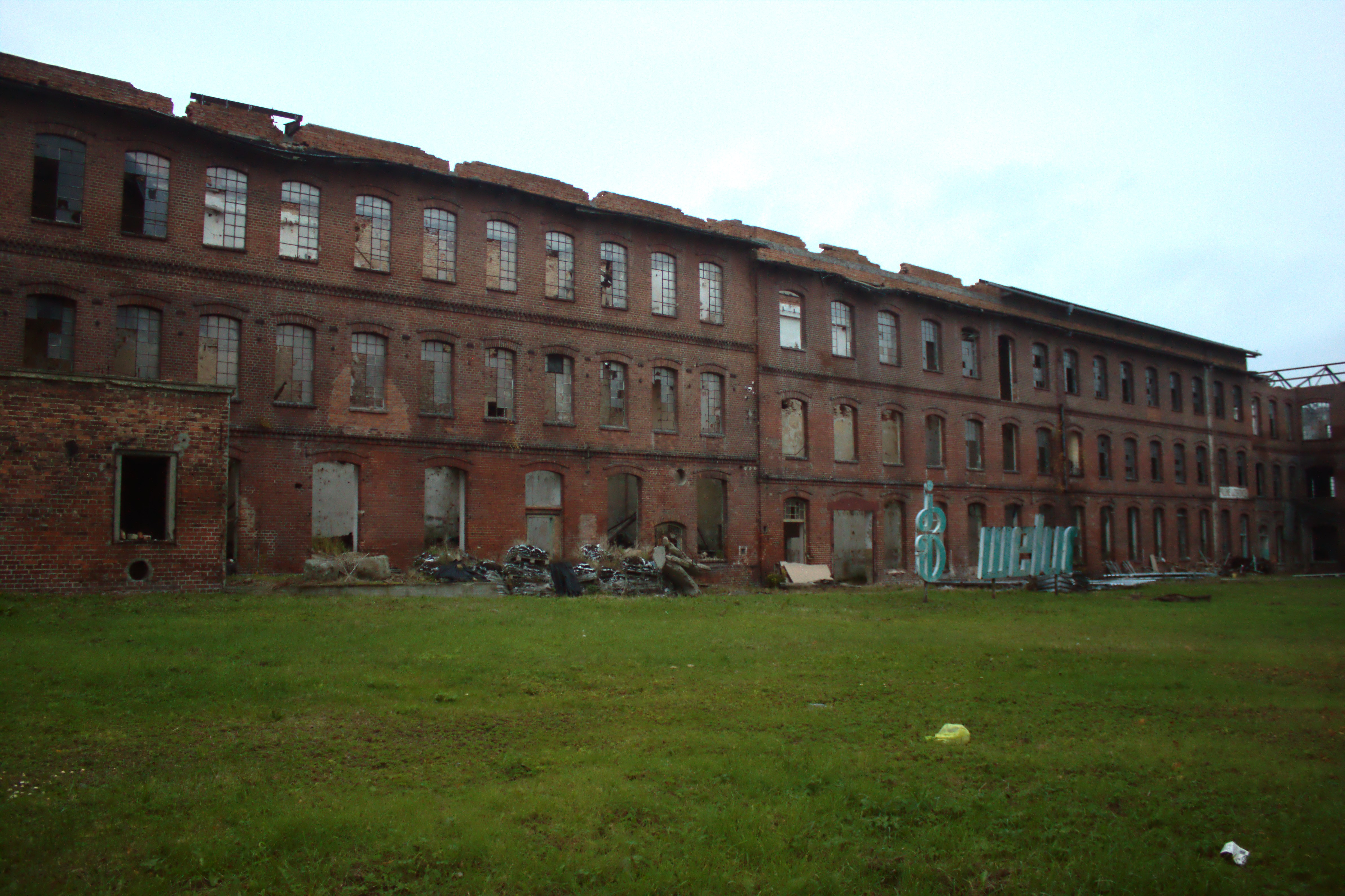
Ehemaliges Fabrikgebäude

- Die St.Thomas-Kirche wurde 1266 erstmals erwähnt. 1563–1577 wurde sie durch den Patronatsherrn Nikolaus von Gaschin wiederaufgebaut und 1720–1722 als Stiftung des Münchners Matthäus Geldner neu errichtet. Die einheitliche Innenausstattung stammt aus dem zweiten Viertel des 18. Jahrhunderts. Die Gemälde der Vier Evangelisten und der Maria Magdalena stammen vom Troppauer Maler Josef Lux. Das Gemälde des Hauptaltars schuf der Münchner Hofmaler Johann Kaspar Sing.
- Das Schloss Katscher wurde in der zweiten Hälfte des 16. Jahrhunderts errichtet. 1557–1877 gehörte es dem Adelsgeschlecht Gaschin, danach bis zur Enteignung 1945 den Grafen Henckel von Donnersmarck. 1945 wurde es zerstört und nicht wieder aufgebaut. Ruinenreste sind vorhanden.
- Die Säule Mariä Heimsuchung auf dem Ring wurde 1730 von Johannes vom Berge gestiftet. Sie steht Säule auf einem rechteckigen Grundriss und ist mit einer Heiligenfigur bekrönt.[11]
- Das Naturschutzgebiet Góra Gipsowa wurde bereits 1935 von der damaligen Oppelner Naturschutzbehörde als „Naturschutzgebiet Kalkberg bei Katscher“ eingerichtet und war eines der ersten Naturschutzgebiete im Deutschen Reich. Es liegt südlich von Kietrz und ist ein bedeutender nordwestlicher Standort einer südosteuropäischen Flora.
- Das vormalige Amtsgericht an der Südseite des Rings wird als Rathaus genutzt. Der Bau entstand zwischen 1879 und 1880 im Stil des Eklektizismus.[12]
- St.-Florian-Statue auf dem Ring aus dem Jahr 1734.
- Dreikönigskloster (Kościół klasztorny p.w. Trzech Króli).
- Heilig-Kreuz-Kapelle aus dem 18. Jahrhundert (Kaplica cmentarna św. Krzyża).
- Empfangsgebäude des ehemaligen Bahnhofs Katscher/Kietrz.
- Historisches Fabrikgebäude am Bahnhof.

## Bevölkerungsentwicklung
| Jahr | Einwohner | Anmerkungen |
| ---- | --------- | --- |
| 1803 | 1325      | [ 13 ] |
| 1810 | 1298      | [ 13 ] |
| 1816 | 1279      | davon 38 Evangelische, 1159 Katholiken und 82 Juden                                                                                                |
| 1818 | 1498      | [ 14 ] |
| 1821 | 1446      | [ 13 ] |
| 1825 | 1549      | darunter 1389 Katholiken, 48 Evangelische und 112 Juden                                                                                            |
| 1834 | 1952      | [ 14 ] |
| 1840 | 2422      | davon 2279 Katholiken, 35 Evangelische und 108 Juden                                                                                               |
| 1852 | 2845      | [ 16 ] |
| 1855 | 2626      | [ 17 ] |
| 1861 | 3086      | davon 68 Evangelische, 2870 Katholiken, 148 Juden; in 636 Haushaltungen (mit Ausnahme von drei mährischen wird in allen deutsch gesprochen)        |
| 1867 | 3360      | am 3. Dezember |
| 1871 | 3607      | darunter 50 Evangelische und 160 Juden (150 Nichtdeutsche); nach anderen Angaben 3606 Einwohner, davon 66 Evangelische, 3354 Katholiken, 186 Juden |
| 1890 | 3976      | darunter 99 Evangelische und 137 Juden |
| 1900 | 4082      | meist Katholiken |
| 1933 | 8820      | [ 21 ] |
| 1939 | 8921      | [ 21 ] |

## Persönlichkeiten

### Söhne und Töchter des Ortes
- Melchior Ferdinand von Gaschin (1581–1665), Landeshauptmann von Oppeln-Ratibor sowie der Grafschaft Glatz
- Eduard Eusebius Maiß (1830–nach 1910), im Ortsteil Fürstlich Langenau geborener deutscher Richter und Parlamentarier
- Alfons Luczny (1894–1985), Generalleutnant der Luftwaffe im Zweiten Weltkrieg
- Otto Hantke (1907–1986), SS-Unterscharführer
- Albrecht Schönherr (1911–2009), evangelischer Theologe
- Joachim Pokorny (1921–2003), deutscher Ingenieur und Hochschullehrer, autodidaktischer Natur- und Heimatforscher sowie Ehrenbürger in seiner Geburtsstadt Katscher

### Persönlichkeiten, die am Ort gewirkt haben
- Richard Keilholz (1873–1937), Webeschulleiter in Katscher und autodidaktischer Natur- und Heimatforscher
- Richard Henkes (1900–1945), Pallottinerpater, Seliger, Lehrer an der Pallottinerschule Katscher
- Arnold Hitzer (1902–1977), deutscher Theologe, vertretungsweise Webeschulleiter in Katscher
- Wilhelm Schaeffler (1908–1981), deutscher Unternehmer, Besitzer der Davistan AG, und sein jüngerer Bruder Georg Schaeffler (1917–1996)
- Aloys Bernatzky (1910–1992), deutscher Garten- und Landschaftsarchitekt, Biologe, Naturschützer und Stadtplaner, lebte kurzzeitig in Katscher
- Joachim Lindner (1924–2024), deutscher Schriftsteller und Herausgeber, lebte in Katscher
- Olga Tokarczuk (* 1962), polnische Schriftstellerin, Psychologin und Nobelpreisträgerin für Literatur, lebte zeitweise in Kietrz